# The Fool on the Hill
〈The Fool on the Hill〉은 비틀즈의 노래이다. 이 곡은 폴 매카트니가 작곡하고 불렀고(레논-매카트니로 인정) 1967년에 녹음했다. 이 곡은 《Magical Mystery Tour》 EP 와 음반에 포함되었고, 1967년 10월 30~31일 프랑스 니스 근처에서 촬영된 홍보 장면과 함께 영화 《매지컬 미스터리 투어》에 소개되었다. 이 곡은 1968년 세르지우 멘지스 & 브라질 '66에 의해 히트한 톱 10 싱글로서 아마도 가장 광범위한 대중적인 청중을 달성했다.

## 참여 인원
비틀즈
- 폴 매카트니 – 보컬, 피아노, 어쿠스틱 기타, 리코더, 베이스, 페니 휘슬[4]
- 존 레논 – 하모니카, 주즈하프
- 조지 해리슨 – 12현 어쿠스틱 기타,[5] 하모니카
- 링고 스타 – 드럼, 마라카스, 핑거 심벌

추가 음악가
- 크리스토퍼 테일러, 리차드 테일러, 잭 앨로리 – 플루트

## 같이 보기
- Sexy Sadie